# Roanoke (Indiana)
Roanoke es un pueblo ubicado en el condado de Huntington en el estado estadounidense de Indiana. En el Censo de 2010 tenía una población de 1722 habitantes y una densidad poblacional de 552,67 personas por km².

## Geografía
Roanoke se encuentra ubicado en las coordenadas 40°57′52″N 85°22′50″O / 40.96444, -85.38056. Según la Oficina del Censo de los Estados Unidos, Roanoke tiene una superficie total de 3.12 km², de la cual 3.1 km² corresponden a tierra firme y (0.5%) 0.02 km² es agua.

## Demografía
Según el censo de 2010, había 1722 personas residiendo en Roanoke. La densidad de población era de 552,67 hab./km². De los 1722 habitantes, Roanoke estaba compuesto por el 97.1% blancos, el 0.17% eran afroamericanos, el 0.12% eran amerindios, el 0.46% eran asiáticos, el 0% eran isleños del Pacífico, el 0.46% eran de otras razas y el 1.68% pertenecían a dos o más razas. Del total de la población el 1.74% eran hispanos o latinos de cualquier raza.